# Barbora Milotová
Barbora Milotová (* 26. září 1976 Děčín) je česká herečka a fotografka.

## Životopis
Barbora Milotová se narodila 26. září 1976 v Děčíně. V roce 1999 vystudovala činoherní herectví na Divadelní fakultě Janáčkovy akademie múzických umění v Brně. V Brně se stala členkou souboru Divadla Facka a hraje také v Generačním divadle Feste. Později působila v brněnském Divadle Polárka, které je zaměřeno především na děti. V Divadle 7 a půl ztvárnila řadu významných rolí, mimo jiné v Ibsenově Noře, v Lolitě nebo v inscenaci Carla del Ponteho v roli prokurátorky Mezinárodního trestního soudu v Haagu. Tuto roli ztvárnila také v Divadle v Celetné v Praze, za kterou sklidila uznání kritiky.
V polovině roku 2000 začala pracovat jako komentátorka na volné noze pro Českou televizi, například pro pořady Kultura.cz nebo Divadlo žije. Diváci ji mohou vidět ve filmových a televizních produkcích, přičemž většina rolí je v seriálech. Zahrála si v oceňovaném filmu Pouta a byla nominována na nejlepší ženský herecký výkon ve vedlejší roli za roli Silvie v soutěži Český lev. Měla vedlejší roli zdravotní sestry v úspěšném filmu Šarlatán.
Barbora Milotová působí také jako fotografka a svá díla již prezentovala na několika samostatných výstavách.

## Filmografie
- 2009: Pouta
- 2020: Šarlatán